# Sosatie
Il sosatie (pl. sosaties) è uno spiedino tradizionale sudafricano. Molto simili ai shish kebab, i sosatie contengono in genere carne di agnello o montone (esistono anche versioni con carne di pollo, maiale o manzo), cipolle e albicocche. Lo spiedino viene spesso servito con una salsa, la più comune delle quali è a base di curry.